# Adamo di Colino
Adamo di Colino (fl. XV secolo) è stato un pittore italiano, probabilmente da identificare con Adamo di Arcidosso, menzionato in un elenco dei pittori senesi stilato nel 1428.

## Biografia
La sua presenza è documentata a Siena tra il 1419, anno in cui affrescò la volta del Duomo, e il 1441. Nel 1420 eseguì la trabeazione dell'ospedale cittadino.